# كنيسة رقاد السيدة العذراء (حلب)

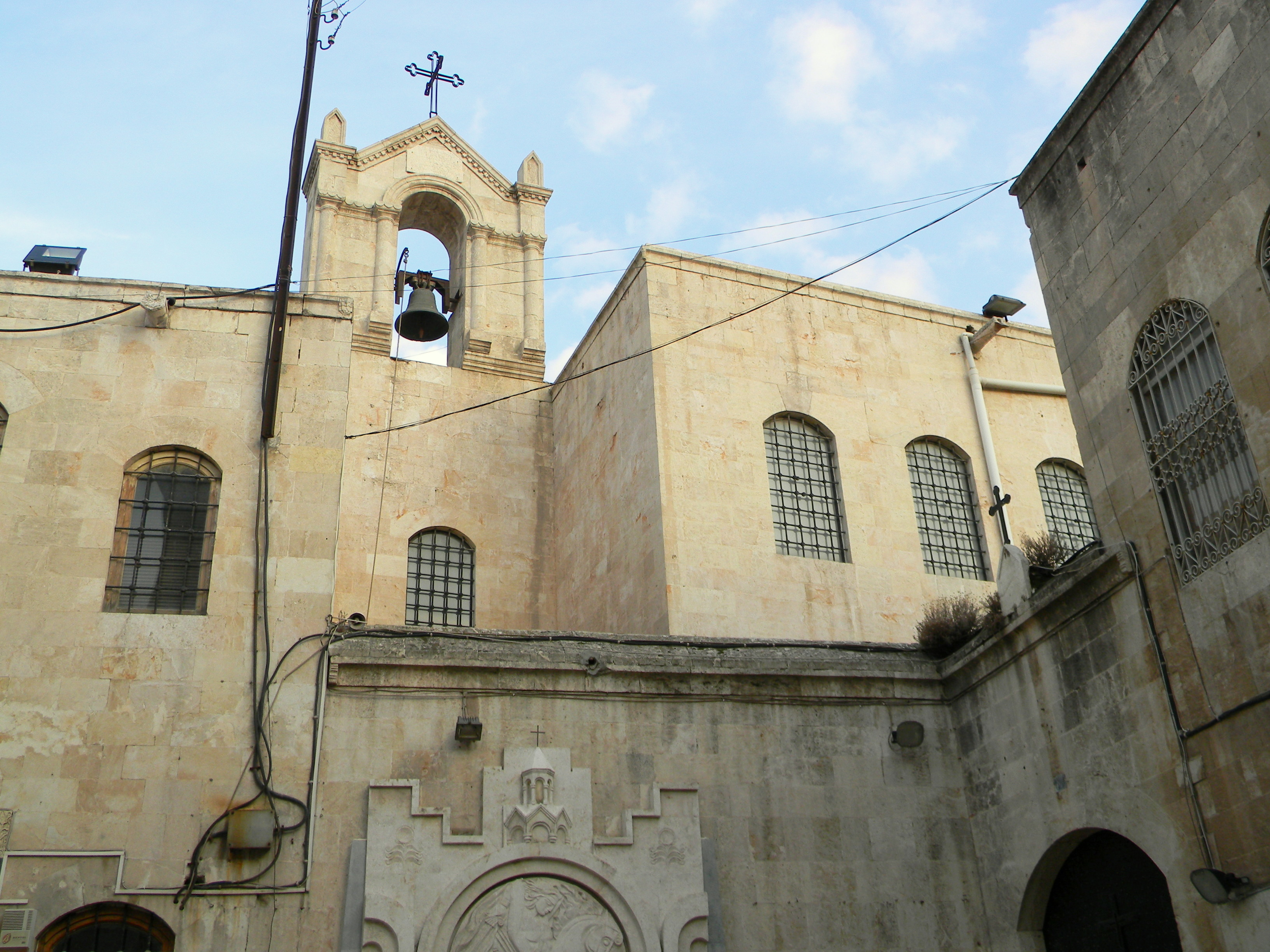
كنيسة رقاد السيدة العذراء في حلب

كنيسة رقاد السيدة العذراء هيَ واحدةٌ من الكنائس الشهيرة التي تقعُ في مدينة حلب بسوريا.